# 小樽商工信用組合
小樽商工信用組合（おたるしょうこうしんようくみあい）は、かつて北海道小樽市に存在した信用組合である。2001年7月6日に経営破綻、翌2002年3月4日に同じ小樽市に本店のある小樽信用金庫（現北海道信用金庫）に営業譲渡した。

## 概要
千歳信用組合（1999年11月経営破綻）や旭川商工信用組合（2001年6月経営破綻）、網走信用組合（2001年11月経営破綻）といった、当組合破綻の前後に表面化した道内他組合の破綻とほぼ同様のケースで、ずさんな融資や債権の回収不能などが引き金で不良債権が爆発的に膨らんだ結果、経営再建を断念したものである。債務超過額は約46億円。